# François-Louis Tremblay
François-Louis Tremblay (ur. 13 listopada 1980 w Alma) – kanadyjski łyżwiarz szybki specjalizujący się w short tracku. Wielokrotny medalista olimpijski.
Na międzynarodowych imprezach debiutował pod koniec lat 90. Startował na trzech igrzyskach (IO 02, IO 06, IO 10), za każdym razem zdobywając medale. Ma pewne miejsce w składzie kanadyjskiej sztafety, zdobył z nią dwa złote i jeden srebrny medal olimpijski. Na Zimowych Igrzyskach Olimpijskich w Turynie był drugi w indywidualnym wyścigu na 500 m. Na kolejnych igrzyskach, w Vancouver na tym dystansie zdobył brąz.
Wielokrotnie stawał na podium mistrzostw świata, największe indywidualne sukcesy odnosząc właśnie na dystansie 500 m (złoto w 2005 i 2006).